# Häcker Küchen
Häcker Küchen GmbH & Co KG er en tysk køkkenproducent med hovedkvarter i Rödinghausen i Nordrhein-Westfalen.
Familievirksomheden Häcker Küchen har siden 1965 produceret indbygningskøkkener. I 1898 grundlagde Hermann Häcker et snedkeri som i 1938 blev overtaget af Friedrich Häcker. I 1965 overtog familien Finkemeier virksomheden.